# Gonneville-sur-Honfleur
Pour les autres communes du même nom, voir Gonneville (homonymie).
Gonneville-sur-Honfleur  est une commune française, située dans le département du Calvados en région Normandie, peuplée de 855 habitants.

## Géographie

### Localisation
La commune est au nord du pays d'Auge. Son bourg est à 4,5 km au sud de Honfleur, à 11 km au nord-ouest de Beuzeville, à 13 km au nord de Pont-l'Évêque et à 16 km à l'est de Deauville.
| Équemauville                       | Honfleur                | Honfleur, La Rivière-Saint-Sauveur |
| Saint-Gatien-des-Bois              | Gonneville-sur-Honfleur | Ablon                              |
| Saint-Gatien-des-Bois, Fourneville | Fourneville             | Genneville                         |

### Hydrographie
La commune est située dans le bassin Seine-Normandie. Elle est drainée par l'Orange, la Claire, le fossé 01 de la commune de la Theil-en-Auge et le cours d'eau 01 de la commune de Gonneville-sur-Honfleur,,.

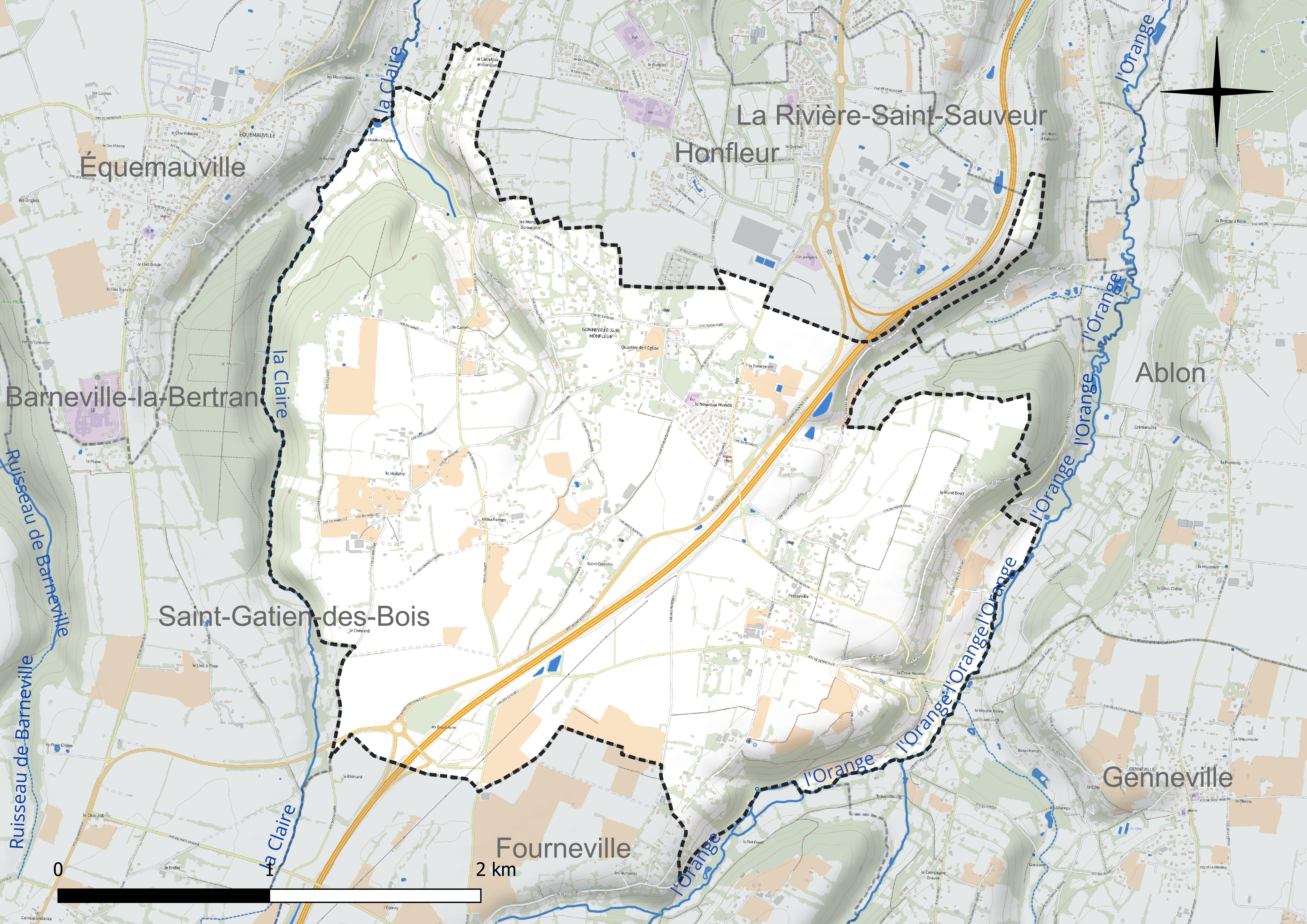
Réseau hydrographique de Gonneville-sur-Honfleur.

### Climat
Pour des articles plus généraux, voir Climat de la Normandie et Climat du Calvados.
En 2010, le climat de la commune est de type climat océanique franc, selon une étude du CNRS s'appuyant sur une série de données couvrant la période 1971-2000. En 2020, Météo-France publie une typologie des climats de la France métropolitaine dans laquelle la commune est exposée à un climat océanique et est dans la région climatique  Côtes de la Manche orientale, caractérisée par un faible ensoleillement (1 550 h/an) ; forte humidité de l'air (plus de 20 h/jour avec humidité relative > 80 % en hiver), vents forts fréquents. Parallèlement le GIEC normand, un groupe régional d'experts sur le climat, différencie quant à lui, dans une étude de 2020, trois grands types de climats pour la région Normandie, nuancés à une échelle plus fine par les facteurs géographiques locaux. La commune est, selon ce zonage, exposée à un « climat contrasté des collines », correspondant au Pays d'Auge, Lieuvin et Roumois, moins directement soumis aux flux océaniques et connaissant toutefois des précipitations assez marquées en raison des reliefs collinaires qui favorisent leur formation.
Pour la période 1971-2000, la température annuelle moyenne est de 10,3 °C, avec  une amplitude thermique annuelle de 12,7 °C. Le cumul annuel moyen de précipitations est de 866 mm, avec 12,8 jours de précipitations en janvier et 8,5 jours en juillet. Pour la période 1991-2020, la température moyenne annuelle observée sur la station météorologique la plus proche, située sur la commune de Saint-Gatien-des-Bois à 6 km à vol d'oiseau, est de 11,0 °C et le cumul annuel moyen de précipitations est de 920,4 mm,. Pour l'avenir, les paramètres climatiques de la commune estimés pour 2050 selon différents scénarios d'émission de gaz à effet de serre sont consultables sur un site dédié publié par Météo-France en novembre 2022.

## Urbanisme

### Typologie
Au 1er janvier 2024, Gonneville-sur-Honfleur est catégorisée commune rurale à habitat dispersé, selon la nouvelle grille communale de densité à 7 niveaux définie par l'Insee en 2022.
Elle appartient à l'unité urbaine de Honfleur, une agglomération inter-départementale dont elle est une commune de la banlieue,. Par ailleurs la commune fait partie de l'aire d'attraction de Honfleur, dont elle est une commune de la couronne,. Cette aire, qui regroupe 11 communes, est catégorisée dans les aires de moins de 50 000 habitants,.

### Occupation des sols
L'occupation des sols de la commune, telle qu'elle ressort de la base de données européenne d'occupation biophysique des sols Corine Land Cover (CLC), est marquée par l'importance des territoires agricoles (93,3 % en 2018), une proportion identique à celle de 1990 (93,3 %). La répartition détaillée en 2018 est la suivante : 
prairies (68 %), terres arables (24 %), forêts (6,7 %), zones agricoles hétérogènes (1,3 %). L'évolution de l'occupation des sols de la commune et de ses infrastructures peut être observée sur les différentes représentations cartographiques du territoire : la carte de Cassini (XVIIIe siècle), la carte d'état-major (1820-1866) et les cartes ou photos aériennes de l'IGN pour la période actuelle (1950 à aujourd'hui).

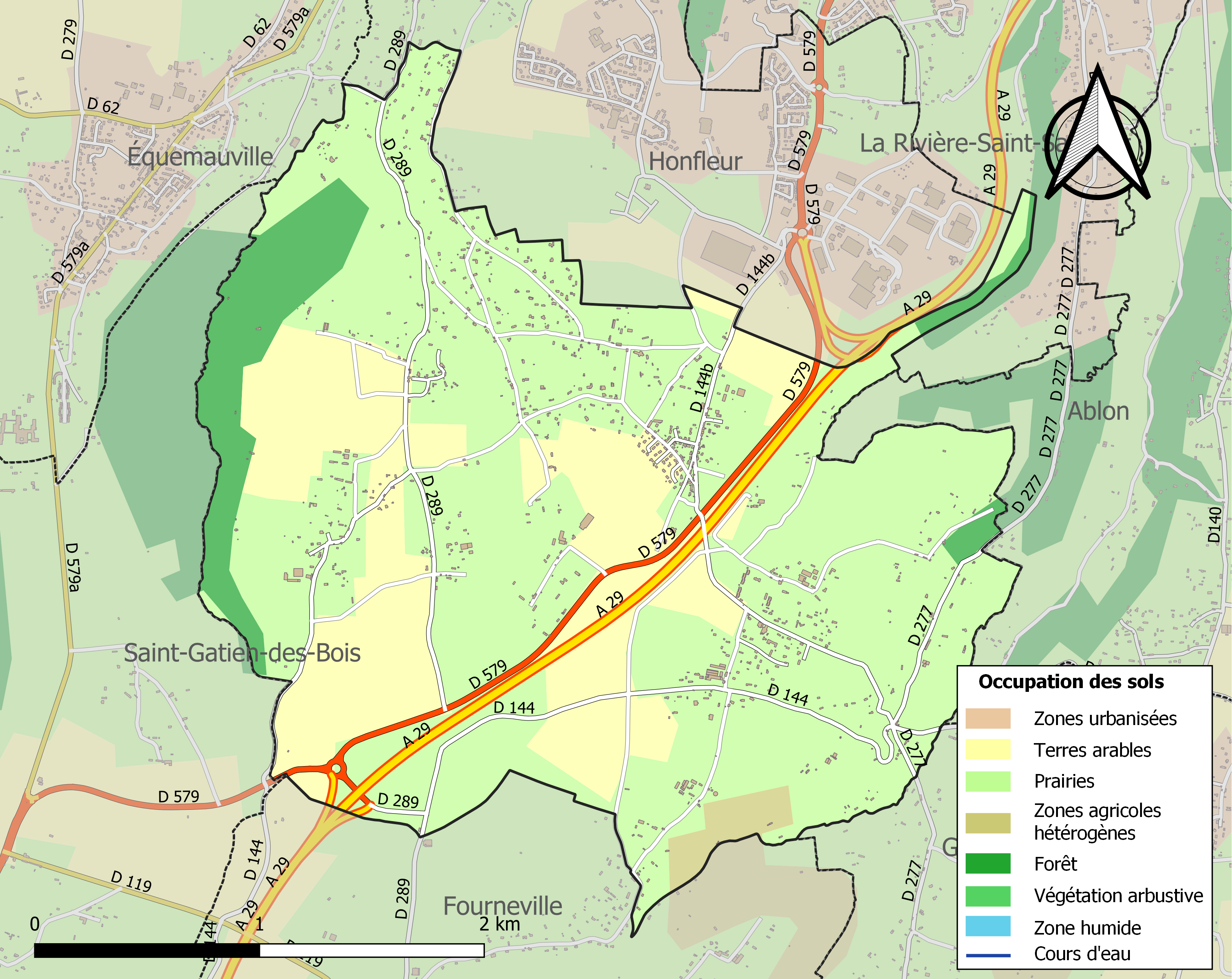
Carte des infrastructures et de l'occupation des sols de la commune en 2018 (CLC).

## Toponymie
Le toponyme est attesté sous les formes Gunnovilla en 1067-1083 et Gonevilla au XIVe siècle. Son origine est attribuée à un anthroponyme scandinave ou plus précisément norrois tel que respectivement Gunnulf ou Gunni, suivi de l'ancien français ville dans son sens originel de « domaine rural » issu du latin villa rustica.
Honfleur est limitrophe au nord.
Le gentilé est Gonnevillais.

## Politique et administration
| Période                                  | Période   | Identité             | Étiquette | Qualité              |
| ---------------------------------------- | --------- | -------------------- | --------- | -------------------- |
| ?                                        | mars 2001 | René Crochard        |           |                      |
| mars 2001                                | mai 2020  | Dominique Le Sauvage | SE        | Agent immobilier     |
| mai 2020                                 | En cours  | Christian Minot      | SE        | Géomètre du cadastre |
| Les données manquantes sont à compléter. |           |                      |           |                      |

Le conseil municipal est composé de quinze membres dont le maire et trois adjoints.

## Démographie
L'évolution du nombre d'habitants est connue à travers les recensements de la population effectués dans la commune depuis 1793. Pour les communes de moins de 10 000 habitants, une enquête de recensement portant sur toute la population est réalisée tous les cinq ans, les populations de référence des années intermédiaires étant quant à elles estimées par interpolation ou extrapolation. Pour la commune, le premier recensement exhaustif entrant dans le cadre du nouveau dispositif a été réalisé en 2006.
En 2022, la commune comptait 855 habitants, en évolution de −1,27 % par rapport à 2016 (Calvados : +1,58 %, France hors Mayotte : +2,11 %).
Gonneville-sur-Honfleur a compté jusqu'à 804 habitants en 1806.
| 1793 | 1800 | 1806 | 1821 | 1831 | 1836 | 1841 | 1846 | 1851 |
| ---- | ---- | ---- | ---- | ---- | ---- | ---- | ---- | ---- |
| 781  | 690  | 804  | 711  | 775  | 756  | 780  | 729  | 744  |

| 1856 | 1861 | 1866 | 1872 | 1876 | 1881 | 1886 | 1891 | 1896 |
| ---- | ---- | ---- | ---- | ---- | ---- | ---- | ---- | ---- |
| 697  | 651  | 643  | 605  | 600  | 568  | 606  | 602  | 570  |

| 1901 | 1906 | 1911 | 1921 | 1926 | 1931 | 1936 | 1946 | 1954 |
| ---- | ---- | ---- | ---- | ---- | ---- | ---- | ---- | ---- |
| 577  | 620  | 585  | 570  | 555  | 512  | 538  | 506  | 517  |

| 1962 | 1968 | 1975 | 1982 | 1990 | 1999 | 2006 | 2011 | 2016 |
| ---- | ---- | ---- | ---- | ---- | ---- | ---- | ---- | ---- |
| 513  | 524  | 493  | 552  | 718  | 723  | 760  | 829  | 866  |

| 2021 | 2022 | - | - | - | - | - | - | - |
| ---- | ---- | - | - | - | - | - | - | - |
| 864  | 855  | - | - | - | - | - | - | - |

## Lieux et monuments

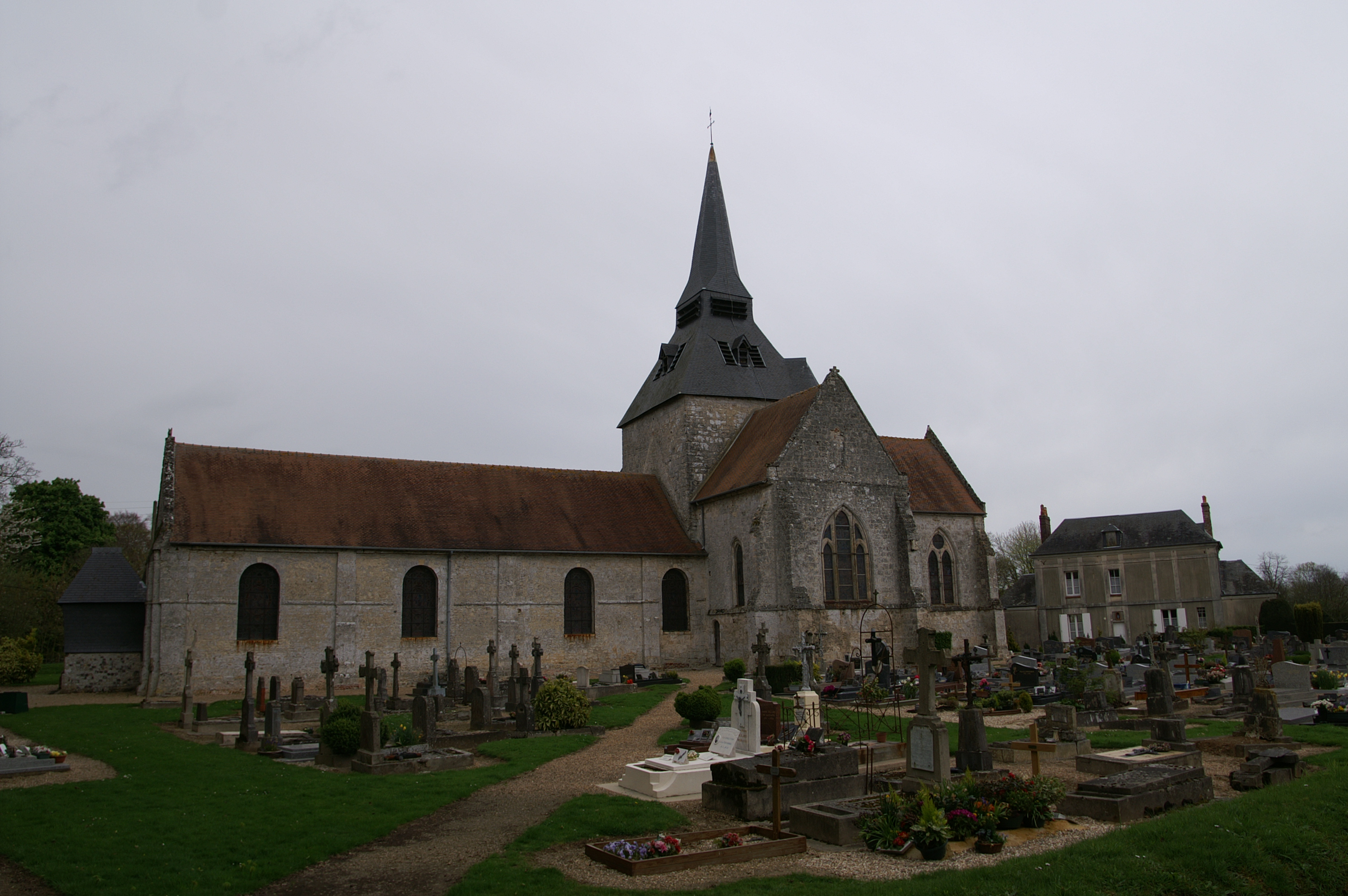
L'église Saint-Martin.

- L'église paroissiale Saint-Martin (XIIIe siècle) est inscrite au titre des monuments historiques[30]. Elle offre une représentation murale du Dit des trois morts et des trois vifs : trois jeunes gentilshommes sont interpellés dans un cimetière par trois morts qui leur rappellent la brièveté de la vie et l'importance du salut de leur âme.
- Manoir du Désert. C'est vers la fin du XVe siècle, avant 1492, que Charles et Jean Le Danois, enrichis par le négoce maritime, font l'acquisition d'une portion de forêt et défrichent des essarts, et construisent des bâtiments de ferme et le manoir, dont ils ajoutent le nom à leur patronyme « sieur du Désert »[31].

L'édifice se présente sous la forme d'un logis rectangulaire renforcé de contreforts aux angles, flanqué d'une tour polygonale à usage d'escalier. Les rez-de-chaussée, logis et tour, arbore un appareil en damier irrégulier de silex et de pierre calcaire. Quant à l'étage, il est en colombage sur une sablière légèrement encorbellée,.

## Personnalités liées à la commune
- Binot Paulmier de Gonneville, navigateur, né dans la commune au XVe siècle.
- Adolphe Marais (1856-1940), peintre animalier des XIXe et XXe siècles, décédé dans la commune.